# Stone, sang calenta
Stone, sang calenta (títol original: Bloodbrothers) és una pel·lícula estatunidenca de Robert Mulligan dirigida el 1978.

## Argument
El pare i els dos germans grans segueixen la tradició, són rudes, poc donats als sentimentalismes i no veuen altres camins en la vida que el treball en la construcció. Només el germà petit, Albert, és un noi sensible que s'ha convertit en blanc de les burles de la família i és la constant preocupació de la seva mare. Stony vol deixar el negoci i dedicar-se a treballar amb nens, però ha de decidir primer si li compensa enfrontar-se amb l'oposició de tota la seva família i la manera de protegir a Albert.

## Repartiment
- Paul Sorvino: Louis Chubby De Coco
- Tony Lo Bianco: Tommy De Coco
- Richard Gere: Thomas Stony De Coco
- Lelia Goldoni: Maria De Coco
- Yvonne Wilder: Phyllis De Coco
- Kenneth McMillan: Banion
- Floyd Levine: Dr. Harris
- Marilu Henner: Annette
- Michael Hershewe: Albert Tiger De Coco
- Kristine DeBell: Cheri
- Gloria LeRoy: Sylvia
- Bruce French: Paulie
- Peter Iacangelo: Malfie
- Kim Milford: Butler